# Elliott Tittensor
Elliott Tittensor (Heywood, Gran Mánchester; 3 de noviembre de 1989) es un actor inglés conocido por interpretar a Carl Gallagher en la serie de televisión Shameless.

## Carrera profesional
En 2003, Elliott y su hermano gemelo Lucas tuvo una breve aparición en Brookside, como los hijos gemelos de Terry Gibson. 
En 2004, Elliott y su hermano Lucas se echó en el papel compartido de Carl Gallagher en Shameless comedia dramática. Elliott se hizo cargo del papel totalmente cuando Lucas dejó la serie para convertirse en un habitual en el drama de jabón Emmerdale. Desde entonces ha aparecido en cada temporada televisiva. 
Además de su papel en Shameless, Tittensor ha aparecido en un episodio de la miniserie de la BBC Moving On, titulado Efecto Mariposa interpretando a Jacko. Él también ha aparecido en episodios de Silent Witness y protagonizó el cortometraje Protect Me From What I Want interpretando a un personaje gay.
En enero de 2010, Tittensor apareció en la portada de la revista Attitude. Él también apareció en el video de la banda Plan B titulado Stay Too Long, junto a su pareja, la actriz Kaya Scodelario y también apareció en el video del sencillo de Coldplay Charlie Brown. En 2014 formó parte de la serie Our World War  como Paddy Kennedy.

## Filmografía

### Películas
| Year | Title                       | Role                 | Notes      |
| ---- | --------------------------- | -------------------- | ---------- |
| 2009 | Protect Me from What I Want | Daz                  | Short film |
| 2011 | Charlie Says                | Luke                 | Short film |
| 2012 | Spike Island                | Gary Tits Titchfield | film       |
| 2013 | The Selfish Giant           | Martin Fenton        | Film       |
| 2014 | Slap                        | Archie               | Short film |
| 2015 | North v South               | Terry Singer         | Film       |
| 2016 | Edith                       | Young Jake           | Short film |
| 2017 | Dunkirk                     | Highlander 2         | Film       |

### Televisión
| Year       | Title               | Role              | Notes                                                                         |
| ---------- | ------------------- | ----------------- | ----------------------------------------------------------------------------- |
| 2003       | Brookside           | Niall Gibson      | 2 episodes                                                                    |
| 2004–2013  | Shameless           | Carl Gallagher    | 109 episodes                                                                  |
| 2009       | Moving On           | Ian Jacko Jackson | Episode 5: "Butterfly Effect"                                                 |
| 2014       | Chasing Shadows     | John Meadows      | Episodes: "Only Connect: Part 1" & "Only Connect: Part 2"                     |
| 2016       | Reg                 | Richard Keys      | Television film                                                               |
| 2010, 2021 | Silent Witness      | Scott Weston      | Episodes: "Shadows" (2 parts) and "Redemption, Part 1" & "Redemption, Part 2" |
| 2022–2024  | House of the Dragon | Ser Erryk Cargyll | 7 episodes                                                                    |